# ولاية نغاردماو

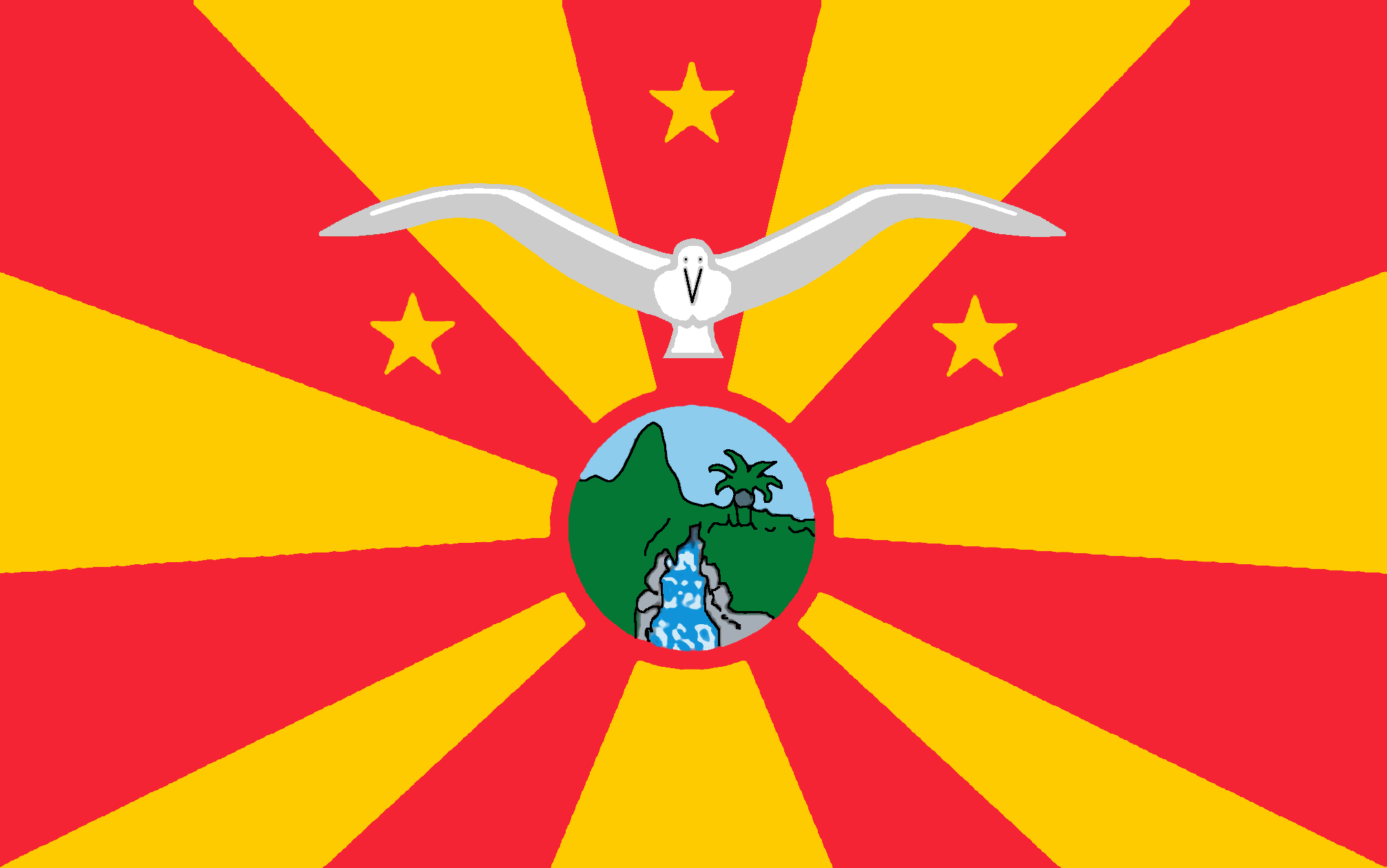
علم منطقة نغاردماو

نغاردماو (بالأنكليزية:Ngardmau) هي واحدة من ستة عشر منطقة في جمهورية بالاو، ويقع على الجانب الغربي من بابلداوب بين ولايات نغارأرد ونغاريملينغوي. تبلغ مساحتها 20.5 ميل مربع أي (53 km2).
و وفقاً لآخر تعداد للسكان يعيش 221 شخص في نغاردماو. حيث يوجد فيها 46 أسرة تتوزع على ثلاث قرى صغيرة: نغيتبونغ ونغيروتوي و اورماو. القرى الصغيرة ليس لها حدود واضحة، وهي تشكل مستوطنة واحدة.
أعلى ارتفاع في بالاو يقع في ولاية في نغاردماو. ويدعى بجبل نغيرتشيلشوس يصل ارتفاعه إلى 700 قدم (210 متر). في القاعدة الجنوبية من هذا الجبل توجد أكبر وأقدم الغابات في بالاو المليئة بأشجار عملاقة تأوي العديد من أنواع الطيور.
في نغاردماو هناك خمسة متاجر للتجزئة، ومغسلة واحدة، ومحطتين للغاز، وشركة بناء واحدة، وورشة لاصلاح السيارات. تحتوي نغاردماو على موقعين اثنين للإقامة السياحية، وموقع لاستئجار الشقق الصغيرة المتكونة من طابق واحد أو اثنين، في أعلى الغابة مناظر طبيعية خلابة تعلوها شلال (شلالات تاكي)، والتي هي نقطة الجذب السياحي الرئيسي في نغاردماو.